# ТЕС Спаранізе
41°10′42″ пн. ш. 14°6′46″ сх. д. / 41.17833° пн. ш. 14.11278° сх. д.
ТЕС Спаранізе – теплова електростанція у центральній частині Італії в регіоні Кампанія, провінція Казерта. Споруджена з використанням технології комбінованого парогазового циклу.
Введена в експлуатацію у 2007 році, станція має два блок потужністю по 380 МВт. У кожному з них встановлена газова турбіна потужністю 260 МВт, яка через котел-утилізатор живить одну парову з показником 120 МВт.
Загальна паливна ефективність ТЕС становить 56%.
Як паливо станція використовує природний газ, котрий постачається із національної газотранспортної системи через відвід довжиною 0,5 км.
Зв’язок із енергомережею відбувається по ЛЕП, розрахованій на роботу із напругою 380 кВ.
Проект реалізувала компанія Calenia Energia SpA, котра належить Axpo Group (85%) та Hera Group (15%).